# Злодійська
Злодійська (рос. Б. Злодейская) — балка (річка) в Україні у Михайлівському районі Запорізької області. Ліва притока Карачокрак (басейн Дніпра).

## Опис
Довжина балки приблизно 9,24 км, найкоротша відстань між витоком і гирлом — 4,58 км, коефіцієнт звивистості річки — 2,02. Формується декількома балками та загатами. На деяких ділянках балка пересихає.

## Розташування
Бере початок на північно-західній стороні від села Бурчак. Тече преважно на північний захід через місто Василівку і впадає в річку Карачокрак, ліву притоку Дніпра (Каховське водосховище).

## Цікаві факти
- Біля гирла балку перетинає автошлях Р37[2] (автомобільний шлях регіонального значення на території України. Проходить територією Запорізької області через Енергодар — Василівку. Загальна довжина — 70,7 км)
- У XIX столітті над балкою існувало декілька колоній, а у селі Бурчак — багато вітряних млинів[1].